# Farnabazo I
Farnabazo I (em georgiano: ფარნავაზ I; AFI: /pʰɑrnɑvɑzi/), também designado como Parnavaz, Farnabaz, Parnabaz, Farnabaze, Parnabaze, Farnaoz, foi rei de Cártlia, um antigo Estado georgiano conhecido como Reino da Ibéria nas fontes clássicas. As Crônicas Georgianas creditam-no como sendo o primeiro monarca a fundar a realeza de Ibéria e a dinastia farnabázida, enquanto outra cronica indefendente, Conversão de Ibéria, faz-o o segundo monarca. Com base em evidência medieval, muitos estudiosos localizam o reinado de Farnabazo no século III a.C.: 302–237 a.C. segundo o príncipe Vacusti da Cártlia, 299–234 a.C. segundo Cyril Toumanoff e 284–219 a.C. segundo Pavle Ingorokva. A ascensão e advento de Farnabazo da monarquia ibéria esteve diretamente relacionada à vitória de Alexandre, o Grande (r. 336–323 a.C.) sobre o Império Aquemênida. Reinou sob a suserania do Império Selêucida.

## Vida
Segundo as Crônicas reais georgianas, Farnabazo descendeu de Uplo, filho de Misqueto, filho de Cartlo, que era um dos poderosos e famosos irmãos, que por sua vez foram descendentes de Togarma, filho de Társis, filho de Javã, filho de Jafé, filho do Noé bíblico. Não é diretamente citado em fontes não georgianas e não há indicação coetânea definitiva que foi, de fato, o primeiro rei. Sua história está saturada com imaginário lendário e símbolos, e parece factível que, como a memória dos fatos esmoreceu, o indivíduo real "acumulou uma fachada lendária" e emergiu como o modelo de monarca pré-cristão nos anais georgianos.
Segundo o crônica de ca. 800 chamada A vida de Reis, teve uma genealogia distinta, remontando a Cartlo, o etnarca mítico de Ibéria. Seu tio paterno, Samara, manteve a posição de mamasaquelisi ("pai da casa") das tribos georgianas em torno de Misqueta. A sua mãe é alegadamente uma mulher persa de Ispaã, a quem o príncipe Teimuraz e o patriarca Antão I identificam como filha do xainxá aquemênida Dario III (r. 336–330 a.C.). A história toda de Farnabazo, embora escrita por um cronista grego, abunda em imaginário e alusões míticas iraniano antigas, um reflexo dos arqueologicamente confirmados laços cultural e presumivelmente político entre Irã e Ibéria daquele tempo. Seu nome é também um exemplo ilustrativo com sua raiz par- se baseando no persa farnah, o esplendor divino acreditado pelos antigos iranianos como marca da dinastia legítima (cf. khvarenah). A etiqueta dinástica Parnavaziani ("de / a partir do / nomeado por Farnabazo") que as primeiras histórias armênias (cf. Fausto, o Bizantino, V.15) preservaram como Parnavaziano (em armênio: Պ՚առնաւազեան; romaniz.: P'arnawazyan; junção de Parnavaz + sufixo patronímico -yan) é um reconhecimento de que um rei chamado Farnabazo foi entendido como tendo sido fundador de uma dinastia georgiana. É também mencionado na Estela de Serapitis.
Talvez a seção mais artisticamente arredondada dos anais georgianos, a narrativa segue a vida de Farnabazo do nascimento ao seu enterro. Aos 3 anos, sua família foi destruída, e sua herança usurpada por Azão, que foi instalado por Alexandre, o Grande (r. 336–323 a.C.) em sua campanha na Ibéria. A invasão de Alexandre, lembrada não apenas pela tradição histórica georgiana, mas também por Plínio, o Velho (4.10.39) e Caio Júlio Solino (9.19), parece ser memória de alguma interferência macedônia, que deve ser correlacionada à expedição mencionada por Estrabão (11.14.9) na qual Alexandre, em 323 a.C., partiu aos confins da Ibéria à procura de minas de ouro.
Farnabazo foi criado órfão, mas um sonho mágico, no qual unge-se com a essência do sol, anuncia a peripécia. Foi persuadido pela visão a "devotar-se aos feitos nobres". Então partiu e saiu para caçar. Na perseguição de um cervo, encontrou grande quantidade de tesouro guardado numa caverna escondida. Removeu e utilizou-o para montar um exército leal contra o tirânico Azão. Foi então ajudado por Cuji da Cólquida, que posteriormente casou-se com sua irmã. Os rebeldes também uniram-se a mil soldados do acampamento de Azão; eles são anacronisticamente referidos pelo autor como romanos, e alega terem sido intitulados pelo vitorioso Farnabazo como azenauri (i.e., nobres) em memória de Azão (esta etimologia é falsa, contudo).
Os principais tópicos de sua história - um jovem órfão escondido e crescido em montanhas remotas, uma linhagem esquecida, seus sonhos, realeza sagrada, imaginário solar, a caça, descoberta do tesouro escondido na caverna, etc. - são reminiscências de lendas sobre os reis fundadores do Irã, como o aquemênida Ciro, o Grande (r. 559–530 a.C.) e o sassânida Artaxer I (r. 224–242). A auto-unção de Farnabazo pode ter uma tardia inspiração sassânida, com alguns dos primeiros xainxás coroando-se.

## Reinado
Na batalha que se seguiu, Azão foi derrotado e morto, e Farnabazo se tornou rei com a idade de 27 anos. Teria reconhecido a suserania do Império Selêucida, o sucessor helenístico de Alexandre no Oriente Médio, cujos dinastas receberam nas crônicas georgianas o nome genérico de Antíoco:
| “ | Farnabazo enviou seus apóstolos ao rei Antíoco da Assíria e deu-lhe presentes enormes. E prometeu servi-lo e pediu-lhe ajuda contra os gregos. E Antíoco recebeu seus presentes, chamou-o por filho e deu-lhe a coroa. | ” |

Diz-se que Farnabazo também padronizou sua administração em um modelo "iraniano":
| “ | E aqui Farnabazo tornou tudo e todos iguais ao Reino dos Persas. (ou seja, o Império Aquemênida.) | ” |

Divisões do Reino da Ibéria

Farnabazo introduziu uma organização militar-administrativa baseada numa rede de governadores regionais (eristavis).  A insígnia deles, recebida do rei, constituía cetro, anel sinete especial, cinto e armamento. O país tinha sete deles: Cólquida,  Caquécia, Cunani (atual norte do Azerbaijão), Sanxevilde (Baixa Ibéria), Tsunda (Javaquécia, Cola e Atona), Ozerque e Clarjécia. O reino tinha um espaspete que estava sob o controle direto do poder real baseado na Baixa Ibéria. Os eristavis imitaram aspectos das satrapias aquemênidas e dos estrategos selêucidas. O principal motivo do historiador das crônicas foi convencer a posteridade de que a estrutura política básica da Ibéria foi criada pelo primeiro rei na esteira das Guerras de Alexandre; era um sistema administrativo aquemênida e ficou estável nos tempos helenístico, parta e sassânida. Desta forma, a viabilidade a longo prazo e estabilidade do reino georgiano são estabelecidas. 
A estrutura hierárquica criada por Farnabazo era a seguinte: rei; comandante-em-chefe (espaspete) do exército real; eristavis; comandantes intermediários (atasistavis tsiquistavis) das guarnições estacionadas nas fortalezas reais; comandantes juniores (asistavis) que eram os filhos mais novos das famílias aristocráticas; guerreiros mercenários profissionais dos países vizinhos e todos os soldados organizados em todo o reino. É evidente que a divisão da Ibéria em ducados (saeristavos) serviu antes de mais nada a um objetivo militar, a saber, a organização do povo para fins de defesa. Esta organização não era tão dirigida contra outros países. Naquela época, a população total do reino teria sido, incluindo cativos estrangeiros e a população das áreas tributárias, cerca de 600 mil, o que poderia levantar um exército razoavelmente grande não inferior a 100 mil homens. De acordo com Estrabão, o exército ibérico numerou 70-80 mil, então parece que cada ducado tinha 10 mil soldados.
Embora as evidências georgianas e clássicas tornem plausíveis os vínculos ibéricos contemporâneos com os selêucidas (Toumanoff chegou a sugerir que os reis da Ibéria podem ter ajudado os selêucidas a manter sob controle os orôntidas ressurgentes da Armênia), a suposta reforma eristavi é provavelmente uma retroprojeção do padrão medieval de subdivisão para o passado remoto. Farnabazo teria então embarcado em projetos sociais e culturais; supervisionou dois projetos de construção: a elevação do ídolo Armazi - supostamente seu nome - em uma saliência de montanha e a construção de uma fortaleza de mesmo nome. Fez alianças com vários povos do Cáucaso do Norte durante seu reinado, aos quais pediu ajuda contra a Macedônia e inimigos internos. Tomou uma mulher durzuque em casamento, a fim de consolidar a aliança da Ibéria com os durzuques, que o ajudaram a consolidar seu reinado contra seus vassalos indisciplinados. Da mesma forma, casou sua irmã com um chefe sármata. De acordo com os anais reais, também criou a escrita georgiana e tornou a língua georgiana uma língua oficial do reino:
| “ | E aqui Farnabazo foi o primeiro rei da Ibéria da raça de Cartlo. Espalhou o idioma georgiano, e não havia outro idioma além do georgiano apenas nas terras da Ibéria. E criou a escrita georgiana. E morreu Farnabazo, e foi enterrado na frente de Armazi. | ” |

As crônicas relatam o longo reinado de Farnabazo de 65 anos.
| “ | Farnabazo tomou a cidade de Misqueta firmemente, e todas as cidades e castelos da Ibéria, destruídos por Alexandre, os reconstruiu. E os gregos não puderam vingar-se dele, pois os gregos não tinham mais guerreiros, porque lutaram em Roma. | ” |

Após sua morte, foi sepultado em frente ao ídolo Armazi e adorado. Seu filho Sauromaces I o sucedeu ao trono. Seu túmulo ainda hoje não foi descoberto. Um dos últimos monarcas que visitou seu túmulo para adorná-lo e prestar seus respeitos foi Meribanes III (r. 284–361). O próprio sepultamento de Farnabazo em frente ao ídolo Armazi sugere uma deificação helenística dos primeiros monarcas da Ibéria.

## Farnabazo e Farasmanes de Arriano
Vários estudiosos modernos foram tentados a fazer a identificação entre o Farbanazo da tradição medieval georgiana e o Farasmanes do historiador greco-romano Arriano, o autor da Anábase de Alexandre no século II. Arriano conta que "Farasmanes (Фαρασμάνης), rei dos corásmios", visitou Alexandre, o Grande com 1 500 cavaleiros, e prometeu seu apoio caso Alexandre desejasse fazer campanha para as terras euxinas e subjugar os colcos, a quem Farasmanes chama de seus vizinhos. Além da semelhança dos nomes de Farasmanes e Farnabazo (ambos os nomes são aparentemente baseados na mesma raiz, a farnah iraniana), o rei da Corásmia na Ásia Central relata Cólquida (atual Geórgia ocidental, ou seja, o vizinho ocidental da antiga Ibéria) ser um país vizinho. Alguns estudiosos georgianos sugeriram que os copistas gregos de Arriano podem ter confundido Corásmia com Colarzena (Corzena), uma tradução clássica das terras montanhosas georgianas do sudoeste (o Tao-Clarjécia medieval), que de fato fazia fronteira com Cólquida e Ponto.
Segundo Arriano:
| “ | Nessa época também veio Farasmanes, rei dos corásmios, a Alexandre com 1 500 cavaleiros, que afirmou que vivia nos confins das nações dos colcos e das mulheres chamadas Amazonas, e prometeu, se Alexandre estava disposto a marchar contra essas nações a fim de subjugar as raças neste distrito cujos territórios se estendiam até o mar Negro, para agir como seu guia através das montanhas e fornecer provisões para seu exército. Alexandre então deu uma resposta cortês aos homens que tinham vindo dos citas, e uma resposta que foi adaptada às exigências daquela época particular; mas disse que não desejava um casamento cita. Agradeceu Farasmanes e concluiu uma amizade e aliança com ele, dizendo que no momento não era conveniente para ele marchar em direção ao mar Negro. Depois de apresentar Farasmanes como amigo a Artabazo II da Frígia, a quem confiara o governo dos báctrios, e a todos os outros vice-reis que eram seus vizinhos, o mandou de volta para sua residência. Disse a Farasmanes que sua mente naquela época estava absorta pelo desejo de conquistar a Índia; pois quando os tivesse subjugado, possuiria toda a Ásia. Acrescentou que quando a Ásia estivesse em seu poder, retornaria à Grécia, e dali faria uma expedição com todas as suas forças navais e militares à parte oriental do mar Negro através do Helesponto e Propôntida. E desejava que Farasmanes reservasse o cumprimento de suas atuais promessas até então. | ” |

## Legado
A dinastia Bagrationi reivindicou descendência direta de Farnabazo. Durante a continuidade da monarquia na Geórgia, os reis georgianos se apresentaram como herdeiros do Reino da Ibéria fundado por ele.